# Stare Bielice (przystanek kolejowy)
Stare Bielice – przystanek kolejowy w Starych Bielicach, w województwie lubuskim, w powiecie strzelecko-drezdeneckim, w gminie Drezdenko w Polsce.

## Ruch pasażerski
| Rok  | Wymiana pasażerska na dobę |
| ---- | -------------------------- |
| 2017 | 20-49                      |
| 2022 | 20-49                      |

## Połączenia
- Gorzów Wielkopolski
- Kostrzyn nad Odrą
- Krzyż
- Piła Główna
- Poznań Główny